# 胡安·埃瓦里斯托
胡安·埃瓦里斯托（西班牙語：Juan Evaristo，1902年6月20日—1978年5月8日），阿根廷男子足球运动员。他曾代表阿根廷参加1928年夏季奥林匹克运动会足球比赛，获得一枚银牌。他也曾参加1930年国际足联世界杯。